# Aziatische auto in 1961
Dit artikel geeft een overzicht van alle Aziatische personenwagens geproduceerd in 1961 door een belangrijke autoconstructeur. De auto's staan alfabetisch gerangschikt per merk. Hier staan enkel Aziatische merken, ongeacht of ze eigendom zijn van een niet-Aziatisch concern. Ook gaat het om constructeurs die algemeen bekend zijn met auto's die algemeen voor het publiek verkrijgbaar zijn. 
| Hino Motors |                  | concern:          | Onafhankelijk |
| Hino Motors | divisie:         |                   |               |
| Hino Motors | merk:            | Hino Motors Japan |               |
| Hino Motors | model:           | Contessa 900 PC10 |               |
| Hino Motors | einde productie: | 1966              |               |
| Hino Motors | productieaantal: | ?                 |               |

| Isuzu |                  | concern:    | Onafhankelijk |
| Isuzu | divisie:         |             |               |
| Isuzu | merk:            | Isuzu Japan |               |
| Isuzu | model:           | Bellel      |               |
| Isuzu | einde productie: | 1966        |               |
| Isuzu | productieaantal: | ?           |               |

| Sabra |                  | concern:     | Onafhankelijk |
| Sabra | divisie:         |              |               |
| Sabra | merk:            | Sabra Israël |               |
| Sabra | model:           | ST           |               |
| Sabra | einde productie: | 1968         |               |
| Sabra | productieaantal: | ?            |               |